# Coux (Ardèche)
Pour les articles homonymes, voir Coux.
Coux [kuks] est une commune française, située dans le département de l'Ardèche en région Auvergne-Rhône-Alpes.
Ses habitants sont appelés les Couxois et les Couxoises.

## Géographie

### Situation et description
Coux est une commune d'Ardèche, en région Auvergne-Rhône-Alpes, se situant sur la départementale 104, sur l'axe Loriol-sur-Drôme - Aubenas. Cette départementale suit la vallée de l'Ouvèze qui prend sa source dans les montagnes ardéchoises pour se jeter dans le Rhône. Située à 489 mètres d'altitude, le village fait partie du canton de Privas.

### Hydrographie

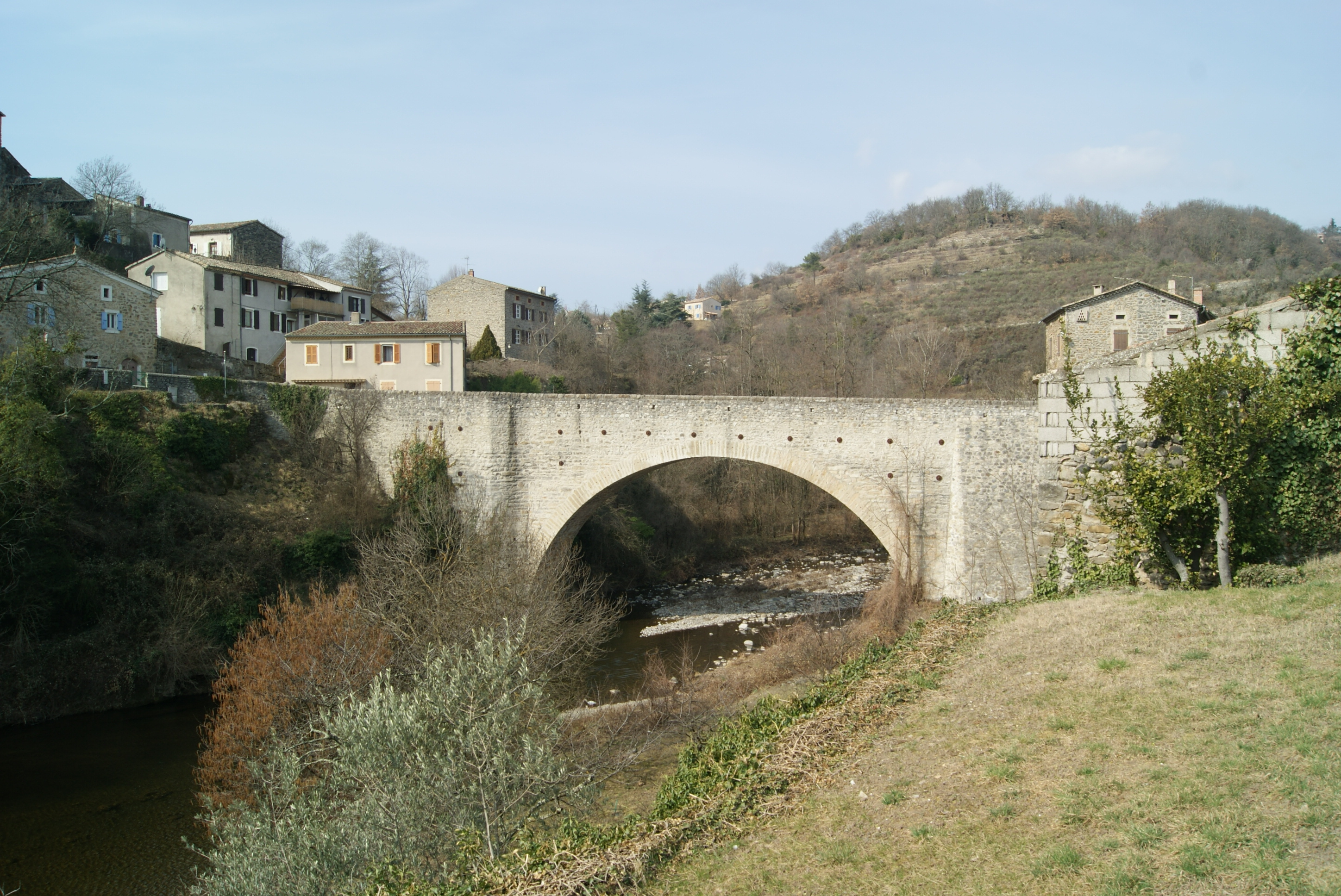
Pont médiéval sur l'Ouvèze.

Le territoire communal est traversé par l'Ouvèze, un affluent de la rive droite du Rhône, d'une longueur totale de 27,3 km et son principal affluent, le Mézayon, une rivière d'une longueur de 13,5 kilomètres, qui conflue sur le territoire de la commune, en rive gauche.

### Climat
Pour des articles plus généraux, voir Climat d'Auvergne-Rhône-Alpes et Climat de l'Ardèche.
En 2010, le climat de la commune est de type climat méditerranéen altéré, selon une étude du CNRS s'appuyant sur une série de données couvrant la période 1971-2000. En 2020, Météo-France publie une typologie des climats de la France métropolitaine dans laquelle la commune est dans une zone de transition entre le climat de montagne et le climat méditerranéen et est dans une zone de transition entre les régions climatiques « Moyenne vallée du Rhône » et « Provence, Languedoc-Roussillon ».
Pour la période 1971-2000, la température annuelle moyenne est de 12,8 °C, avec une amplitude thermique annuelle de 17,6 °C. Le cumul annuel moyen de précipitations est de 1 118 mm, avec 6,9 jours de précipitations en janvier et 4,7 jours en juillet. Pour la période 1991-2020, la température moyenne annuelle observée sur la station météorologique de Météo-France la plus proche, « Chomérac Sa_rce », sur la commune de Chomérac à 4 km à vol d'oiseau, est de 13,2 °C et le cumul annuel moyen de précipitations est de 1 104,9 mm,. Pour l'avenir, les paramètres climatiques de la commune estimés pour 2050 selon différents scénarios d'émission de gaz à effet de serre sont consultables sur un site dédié publié par Météo-France en novembre 2022.

## Urbanisme

### Typologie
Au 1er janvier 2024, Coux est catégorisée commune rurale à habitat dispersé, selon la nouvelle grille communale de densité à 7 niveaux définie par l'Insee en 2022.
Elle appartient à l'unité urbaine de Privas, une agglomération intra-départementale dont elle est une commune de la banlieue,. Par ailleurs la commune fait partie de l'aire d'attraction de Privas, dont elle est une commune de la couronne,. Cette aire, qui regroupe 24 communes, est catégorisée dans les aires de moins de 50 000 habitants,.

### Occupation des sols
L'occupation des sols de la commune, telle qu'elle ressort de la base de données européenne d’occupation biophysique des sols Corine Land Cover (CLC), est marquée par l'importance des forêts et milieux semi-naturels (71,8 % en 2018), une proportion sensiblement équivalente à celle de 1990 (72,3 %). La répartition détaillée en 2018 est la suivante : forêts (51,8 %), milieux à végétation arbustive et/ou herbacée (20,1 %), zones agricoles hétérogènes (9,9 %), prairies (9,2 %), zones urbanisées (9,1 %).
L'évolution de l’occupation des sols de la commune et de ses infrastructures peut être observée sur les différentes représentations cartographiques du territoire : la carte de Cassini (XVIIIe siècle), la carte d'état-major (1820-1866) et les cartes ou photos aériennes de l'IGN pour la période actuelle (1950 à aujourd'hui).

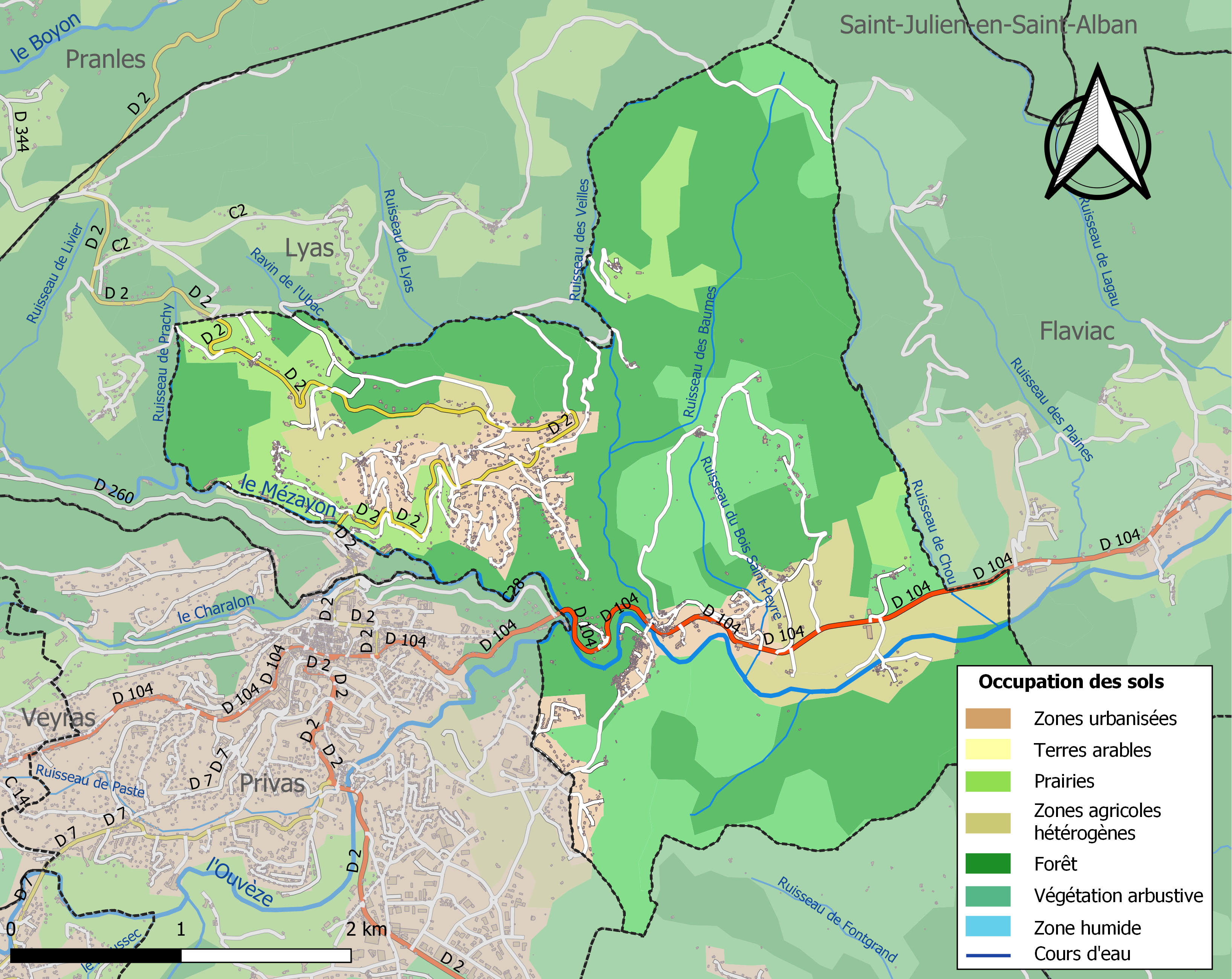
Carte des infrastructures et de l'occupation des sols de la commune en 2018 (CLC).

### Voies de communication et transports
Le territoire communal est traversé par la route départementale no 104 (RD 104), ancienne route nationale (RN 104).

### Risques naturels et technologiques

#### Risques sismiques
La totalité du territoire de la commune de Coux est situé en zone de sismicité no 3 (sur une échelle de 1 à 5), comme la plupart des communes situées dans la vallée du Rhône et la Basse Ardèche, mais en limite orientale de la zone no 2 qui correspond au plateau ardéchois.
| Type de zone | Niveau            | Définitions (bâtiment à risque normal) |
| ------------ | ----------------- | -------------------------------------- |
| Zone 3       | Sismicité modérée | accélération = 1,1 m/s2                |

## Toponymie
Probablement du latin cos, -cotis, plur. cotes = pierres, désignant un endroit pierreux.

## Politique et administration

### Administration municipale
En 2022, le conseil municipal est composé de dix-neuf membres dont onze hommes et huit femmes. Il comprend le maire, cinq adjoints aux maire, un conseiller délégué et douze conseillers municipaux.

### Liste des maires
| Période                                  | Période                         | Identité            | Étiquette    | Qualité                                                  |
| ---------------------------------------- | ------------------------------- | ------------------- | ------------ | -------------------------------------------------------- |
| Les données manquantes sont à compléter. |                                 |                     |              |                                                          |
| mars 1971                                | octobre 1993 (démissionnaire)   | Pierre Laquet       | DVG          | Ingénieur à la Direction départementale de l'Agriculture |
| 1993                                     | juin 1995                       | Michel Rigaud       | DVD          | Écrivain                                                 |
| juin 1995                                | mars 2008                       | Jean-Louis Bonhomme | UDF puis UMP | Président du Syndicat des eaux du Bassin de Privas       |
| mars 2008                                | En cours (au 27 septembre 2022) | Jean-Pierre Jeanne, | DVD          | Retraité                                                 |

## Population et société

### Démographie
L'évolution du nombre d'habitants est connue à travers les recensements de la population effectués dans la commune depuis 1793. Pour les communes de moins de 10 000 habitants, une enquête de recensement portant sur toute la population est réalisée tous les cinq ans, les populations de référence des années intermédiaires étant quant à elles estimées par interpolation ou extrapolation. Pour la commune, le premier recensement exhaustif entrant dans le cadre du nouveau dispositif a été réalisé en 2004.

En 2022, la commune comptait 1 664 habitants, en évolution de +1,96 % par rapport à 2016 (Ardèche : +2,48 %, France hors Mayotte : +2,11 %).
| 1793 | 1800  | 1806  | 1821  | 1831  | 1836  | 1841  | 1846  | 1851  |
| ---- | ----- | ----- | ----- | ----- | ----- | ----- | ----- | ----- |
| 935  | 1 105 | 1 024 | 1 158 | 1 268 | 1 279 | 1 290 | 1 301 | 1 386 |

| 1856  | 1861  | 1866  | 1872  | 1876  | 1881  | 1886  | 1891  | 1896  |
| ----- | ----- | ----- | ----- | ----- | ----- | ----- | ----- | ----- |
| 1 511 | 1 546 | 1 222 | 1 260 | 1 270 | 1 145 | 1 151 | 1 153 | 1 190 |

| 1901  | 1906  | 1911  | 1921 | 1926 | 1931 | 1936 | 1946 | 1954 |
| ----- | ----- | ----- | ---- | ---- | ---- | ---- | ---- | ---- |
| 1 074 | 1 114 | 1 091 | 837  | 841  | 844  | 812  | 803  | 844  |

| 1962 | 1968 | 1975 | 1982  | 1990  | 1999  | 2004  | 2006  | 2009  |
| ---- | ---- | ---- | ----- | ----- | ----- | ----- | ----- | ----- |
| 832  | 806  | 953  | 1 418 | 1 501 | 1 464 | 1 560 | 1 568 | 1 662 |

| 2014  | 2019  | 2022  | - | - | - | - | - | - |
| ----- | ----- | ----- | - | - | - | - | - | - |
| 1 650 | 1 662 | 1 664 | - | - | - | - | - | - |

### Enseignement
La commune est rattachée à l'académie de Grenoble.

### Médias

#### Presse écrite
Deux organes de presse écrite sont distribués dans la commune :
- L'Hebdo de l'Ardèche, journal hebdomadaire français basé à Valence et diffusé à Privas depuis 1999. Il couvre l'actualité pour tout le département de l'Ardèche ;
- Le Dauphiné libéré, journal quotidien de la presse écrite française régionale distribué dans la plupart des départements de l'ancienne région Rhône-Alpes, notamment l'Ardèche. La commune est située dans la zone d'édition du Nord-Ardèche (Annonay - Le Cheylard).

#### Presse audio-visuelle
- Ici Drôme Ardèche est la station de radio publique locale émettant sur le secteur de Privas et sur les territoires des départements de l'Ardèche et de la Drôme.
- La radio MTI diffuse ses programmes, dans la Drôme, en Ardèche, dans le Vaucluse et dans le Gard.

### Cultes
La communauté catholique et l'église de Coux (propriété de la commune) dépendent de la paroisse Sainte-Mère-Térésa qui comprend de neuf communes. Cette paroisse est elle-même rattachée au diocèse de Viviers.

## Culture locale et patrimoine

### Lieux et monuments
- Église Saint-Pierre de Lubilhac.

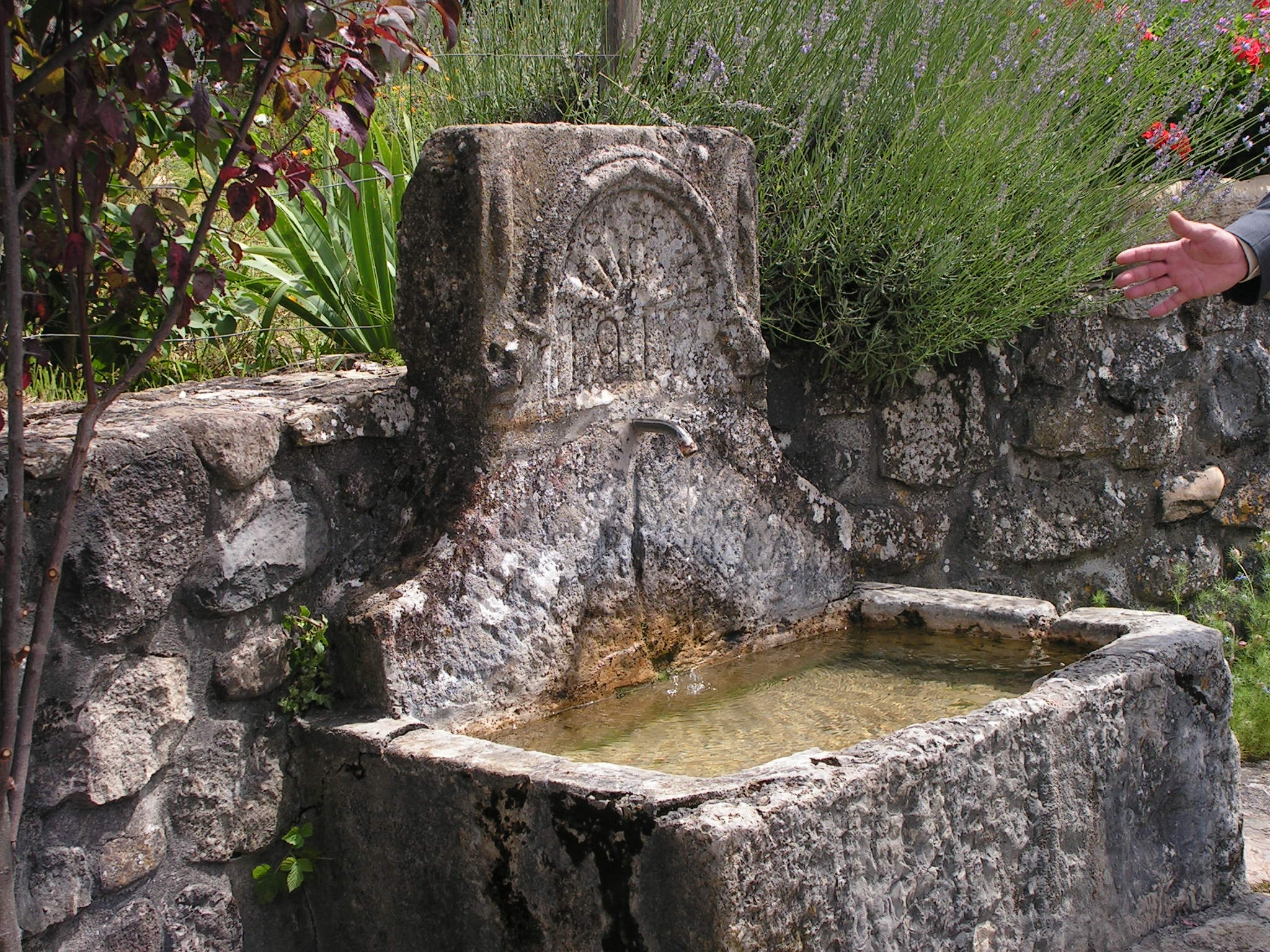
Le « Bacha ».

- Typiquement locale, le  Bacha est une tradition qui s'était perdue depuis les années 1950. Réhabilitée par Jean-Louis Bonhomme dès le début de son premier mandat à la mairie, il propose invariablement cette cérémonie à chaque nouveau couple qui se lance dans l'aventure conjugale.

La tradition expliquée par le maire, Jean-Louis Bonhomme : « le Bacha, c'est ainsi que l'on nomme, dans le vieux pays ardéchois, les bassins qui recueillent l'eau d'une fontaine, laissant ensuite le trop-plein s'en aller alimenter d'autres vasques ou se perdre dans les prés. Celui du village est surmonté d'une pierre taillée en forme d'éventail. Daté de 1911, il fait partie du patrimoine architectural couxois et il a, comme en ont souvent les lieux singuliers, sinon sa légende, du moins sa tradition. Depuis quelque 80 ans, les anciens du village, gardiens des us et coutumes, conseillent aux jeunes mariés, au sortir de la mairie, de se rendre jusqu'à cette fontaine jaillissante. Puis, se tenant par les épaules, de se pencher au-dessus du bassin et d'appliquer leur front sur la pierre, de part et d'autre de l'arrivée d'eau. On dit alors qu'ils jourtent le bacha »[réf. nécessaire].
Cette coutume aurait pour promesse d'assurer à  l'attelage  des nouveaux mariés un bel et solide avenir. Bien des anciens d'ici vous le confirmeront… ».
- Le Fabricou est un quartier se trouvant en plein cœur du village couxois. Situé à proximité de l'Ouvèze, il est particulièrement plébiscité par les jeunes pour son charme et sa tranquillité. Il accueillait dans le temps une usine de coton, un mini-golf et est aujourd'hui occupé par la salle des fêtes.

C'est également un endroit où peuvent se retrouver les pêcheurs (en patois, pouêtre) pour une journée de détente[réf. nécessaire].
- Église Notre-Dame de l'Immaculée Conception, place de l'Église.
- Le Pont sur l'Ouvèze (Coux), inscrit au titre des monuments historiques depuis 1932.

### Personnalités liées à la commune
- Pierre-Simon de France (1734-1819), homme politique né à Coux, député du tiers état aux états généraux de 1789, maire de Coux en 1791.
- Jules Marie Ladreit de Lacharrière, général de brigade né le 30 mars 1806 à Coux.
- René Privat (1930-1995), cycliste sur route français, y est né.

### Héraldique
|  | Coux (Ardèche) possède des armoiries dont l'origine et le blasonnement exact ne sont pas disponibles. |